# Ronald Speirs
Pour les articles homonymes, voir Speirs.
Ronald Speirs, né le 20 avril 1920 à Édimbourg et mort le 11 avril 2007 à Glasgow dans le Montana, est un officier de l'US Army d'origine écossaise. Engagé comme parachutiste dans la 101e division aéroportée, il saute sur la Normandie le 6 juin 1944 puis combat aux Pays-Bas et en Belgique où il prend le commandement de la Easy Company avant d'occuper l'Allemagne et l'Autriche. Après la Seconde Guerre mondiale, il reste dans l'armée et participe à la guerre de Corée avant de retourner en Allemagne où il dirige la prison de Spandau. Il sert ensuite comme conseiller militaire au Laos avant de prendre sa retraite en 1964.

## Biographie

### Avant-guerre
Ronald Speirs naît le 20 avril 1920 à Édimbourg en Écosse d'un père ingénieur. Il est le plus jeune d'une fratrie de cinq enfants. Son père Robert qui travaillait auparavant dans les chantiers navals construisant les cuirassés de la Royal Navy doit faire face au déclin de l'activité après la fin de la Première Guerre mondiale. Il part alors aux États-Unis et parvient à trouver un emploi dans une entreprise produisant de l'acier. Une fois assuré d'un emploi et d'un revenu stable, Robert Speirs fait venir sa famille d'Écosse. Ronald et ses frères et sœurs débarquent à Boston le jour de Noël 1924. Il effectue ses études secondaires à la Boston English High School. Après un passage au Citizens' Military Training Camp, il intègre l'université Bentley où il obtient un diplôme de comptabilité. Occupant dans un premier temps un poste de comptable, Ronald Speirs décide de s'engager dans l'armée après l'entrée en guerre des États-Unis.

### Seconde Guerre mondiale

#### Entraînement
Engagé le 11 avril 1942 avec le grade de second-lieutenant, Speirs est affecté au 339e régiment d'infanterie de la 85e division basé au camp Shelby dans le Mississippi. Rapidement repéré pour ses compétences au commandement et au combat, il est sélectionné pour faire partie des toutes nouvelles troupes aéroportées de l'armée américaine. Muté au Camp Toccoa, en Géorgie il rejoint les rangs du 506e régiment d'infanterie parachutée (506th PIR) et sert dans la Dog Company du 2e bataillon. À la suite de l'entraînement au combat suivi à Toccoa, il suit une formation parachutiste à Fort Benning. L'entraînement terminé, Speirs et son régiment sont intégrés à la 101e division aéroportée et envoyés en septembre 1943 en Angleterre en vue de l'invasion de l'Europe.

#### Bataille de Normandie

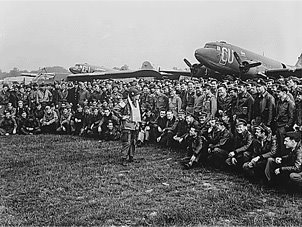
Les parachutistes de la division avant l'embarquement.

Dans la nuit du 5 au 6 juin 1944, Ronald Speirs prend place à bord d'un Douglas C-47 Skytrain et est parachuté avec la 101e division au-dessus de la Normandie. Atterrissant à plus de 5 kilomètres de la zone prévue, il rassemble les hommes qu'il rencontre et se dirige vers Sainte-Mère-Église puis vers Sainte-Marie-du-Mont où le 2e bataillon du 506th PIR a commencé à se rassembler. C'est lors de cette progression que naît l'une des légendes entourant la personnalité de Ronald Speirs lorsqu'un groupe de prisonniers allemands morts est découvert (voir section "Controverses"). Ayant rejoint le 2e bataillon au début de la matinée, Speirs et son peloton sont appelés pour renforcer la Easy Company du régiment qui est en train de s'emparer d'une batterie d'artillerie allemande qui faisait feu sur la 4e division d'infanterie débarquée à Utah Beach.
Arrivé sur les lieux, il ne reste plus qu'un canon sur quatre à neutraliser. Speirs n'hésite pas à sortir de la tranchée et à courir à découvert pour attaquer la position, manquant même d'être tué par l'explosion d'une grenade qu'il repousse du pied au dernier moment. Plus tard dans la journée, la Dog Company se trouve à Brucheville où elle monte des positions d'embuscade pour piéger la retraite des Allemands repoussés par la 4e division, puis elle est chargée de s'emparer de Saint-Côme-du-Mont. Au cours de cette mission, le lieutenant Speirs aurait tiré sur l'un de ses hommes qui désobéissait aux ordres. Il participe ensuite à la libération de Carentan, ville-charnière entre Utah Beach et Omaha Beach. En juillet, la 101e division est relevée et renvoyée en Angleterre pour une période de repos et de réorganisation.

#### OpérationMarket Garden
Le 17 septembre 1944, Ronald Speirs saute en parachute sur les Pays-Bas dans le cadre de l'opération Market Garden qui a pour but de s'emparer des ponts hollandais pour contourner la ligne Siegfried et entrer en Allemagne. Speirs et le 506th PIR participent à des combats à Son et à Nuenen avant de parvenir à Eindhoven tout juste libérée par la résistance hollandaise. Quelques jours plus tard, alors que les Allemands lancent un assaut à proximité de Veghel, la Dog Company est chargée de défendre les rives du Rhin. Au milieu de la nuit, Speirs traverse seul le fleuve et s'introduit dans les lignes ennemies afin d'y repérer les emplacements de mitrailleuses et le quartier-général allemand. Découvert, il parvient à s'enfuir sous les tirs ennemis et à rejoindre sa position malgré des blessures à la fesse et à la hanche. Alors que Speirs est évacué au 203e General Hospital en Angleterre, le 506th PIR est envoyé au repos à Mourmelon en France après l'échec de l'opération Market Garden.

#### Bataille des Ardennes

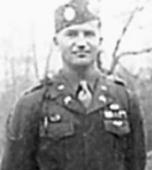
Ronald Speirs à Bastogne en janvier 1945.

Promu premier-lieutenant à l'issue de sa convalescence, Ronald Speirs retrouve la Dog Company du 506th PIR au moment où les troupes allemandes lancent une grande contre-offensive en Belgique. Le 18 décembre 1944, Speirs et son unité sont envoyés dans le secteur de Bastogne où vient de débuter la bataille des Ardennes. Encerclés par les Allemands, pilonnés par l'artillerie et manquant de vêtements adaptés à l'hiver rigoureux, les Américains tiennent bon et l'encerclement est finalement brisé. En janvier 1945, la Easy Company est chargé de s'emparer du village de Foy occupé par les Allemands, la Dog Company ayant pour mission de couvrir la progression de la Easy depuis la lisière du bois où elle est postée. Pendant l'attaque, Norman Dike qui commande la Easy Company est pris de panique et se révèle incapable de mener l'assaut à bien, mettant en danger son unité qui se retrouve immobile en plein milieu d'un champ sous les tirs ennemis,. Le Capitaine Winters, ancien chef de la Easy qui commande désormais le 2e bataillon tente en vain de remobiliser Dike. N'y parvenant pas et apercevant Speirs, il ordonne à ce dernier de relever Norman Dike et de diriger l'assaut. Traversant le champ, il rejoint les hommes de la Easy et Carwood Lipton lui rend compte de la situation. Reprenant la troupe en main, Speirs donne ses ordres et relance l'attaque. Parallèlement, la Ike Company du 3e bataillon avait contourné le village et se retrouvait de l'autre côté de la ligne allemande sans radio et sans renseignements sur la situation autour d'eux. Speirs réussit alors l'exploit de traverser le camp ennemi en courant pour faire la jonction avec la Ike Company, puis à revenir sur sa position, toujours en traversant les lignes allemandes, pour terminer la prise de Foy. Selon Carwood Lipton, témoin de la scène, « les Allemands étaient tellement surpris de voir un Américain traverser leurs lignes en courant qu'ils en ont oublié de tirer ». Après l'attaque de Foy, le capitaine Winters recommande que Speirs soit maintenant à la tête de la Easy Company, ce que le colonel Sink, commandant du 506th PIR approuve. À la fin de la bataille des Ardennes, le régiment est renvoyé en France.

#### Allemagne et Autriche

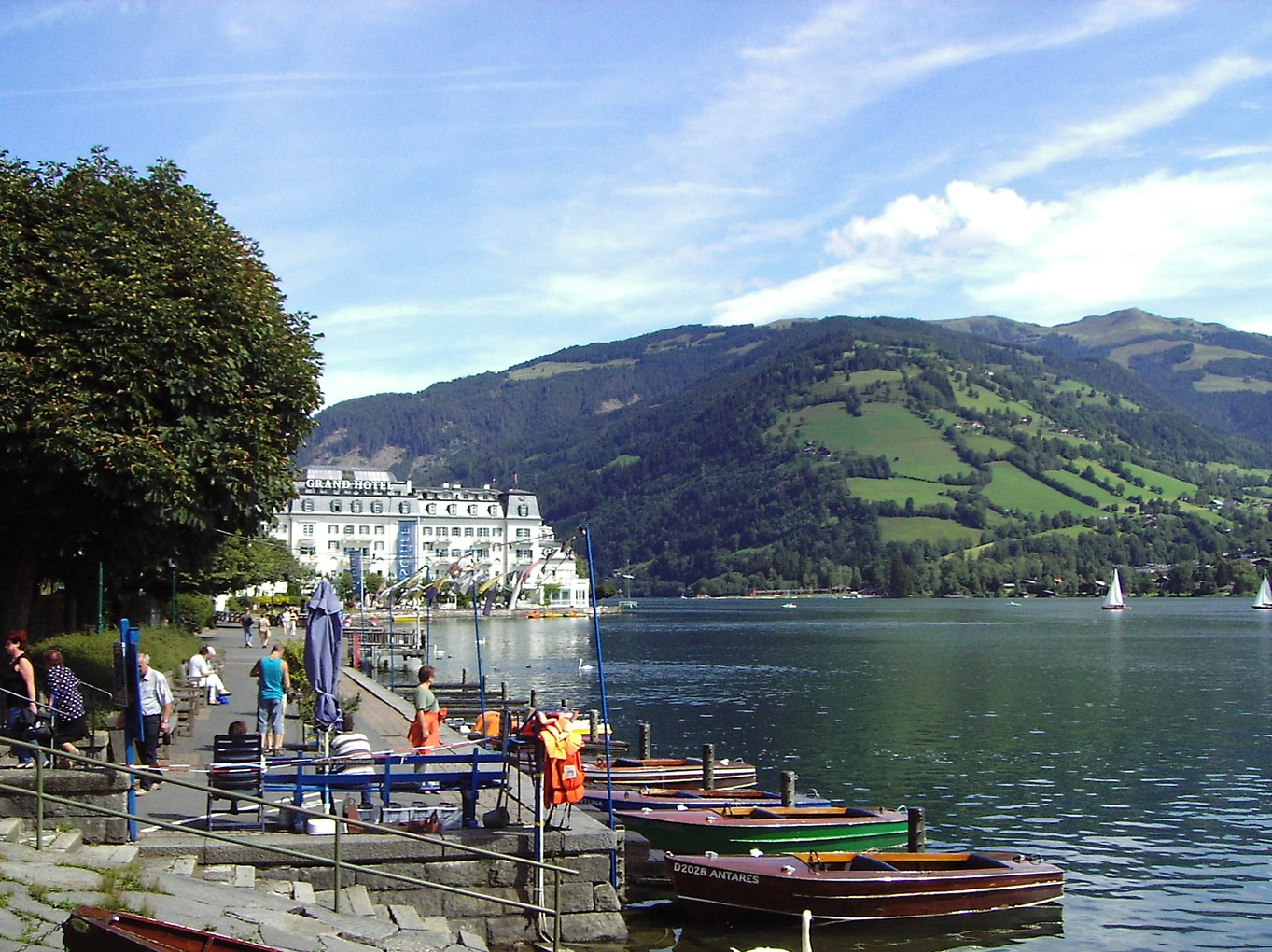
Zell am See.

Après avoir passé le mois de février à Haguenau, Speirs et le 506th PIR retournent brièvement à Mourmelon avant de faire leur entrée en Allemagne. Après la réduction de la poche de la Ruhr, Speirs organise un voyage à Cologne afin que ses hommes puissent se rendre compte des effets d'un bombardement aérien sur une ville. Poursuivant la progression vers la Bavière, la Easy découvre le camp de concentration de Landsberg puis investit Berchtesgaden,. Le 8 mai 1945, c'est dans les murs du nid d'aigle d'Hitler que Speirs et les autres officiers du 2e bataillon apprennent la capitulation allemande de la bouche du major Winters. Intégré aux troupes d'occupation de l'Autriche, le 506th PIR s'installe à Zell am See. Les combats étant terminés, le temps est propice au repos et à la détente même si la Easy Company procède à des patrouilles et au traitement des personnes déplacées. En l'absence de combat et d'entraînement, les unités américaines disposent « de temps, de femmes et d'alcool » ce qui mène quelquefois à des accidents. Ainsi, le sergent Grant est gravement blessé à la tête par un réserviste éméché. Prenant en charge son homme, Speirs parvient à trouver un neurologue autrichien en plein milieu de la nuit et à le conduire à l'hôpital pour sauver son sous-officier. À la fin du mois de juin, en prévision d'un éventuel déploiement de la 101e division sur le front du Pacifique, le capitaine Speirs réorganise l'entraînement au combat de la compagnie. Mais la capitulation du Japon met définitivement fin à la guerre. Envoyé en France, le 506th PIR est dissous en novembre à Auxerre. Speirs, embarqué sur le Queen Mary, retrouve les États-Unis en janvier 1946.

### Guerre de Corée
Au moment du déclenchement de la guerre de Corée, Ronald Speirs commande le 187e Airborne Regimental Combat Team. Déployé en Corée avec son unité, il est parachuté le 20 octobre 1950 au nord de Pyongyang, entre les villes de Sukchon et Sunchon, avec pour mission de couper la retraite des troupes nord-coréennes et de libérer les prisonniers américains détenus par celles-ci. Le 23 mars 1951, lors de l'opération Courageous, Speirs saute au nord-ouest de Séoul, le but de son unité étant de piéger les troupes chinoises et nord-coréennes entre les rivières Han et Imjin.

### Prison de Spandau

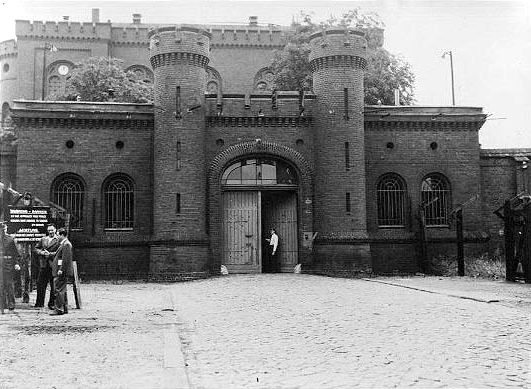
La prison de Spandau en 1951.

Le 16 juillet 1957, après 5 années passées à divers postes de commandement, Speirs retrouve l'Allemagne où il est nommé gouverneur de la prison de Spandau à l'époque où y sont encore internés Rudolf Hess et Albert Speer,. À la fin de son mandat, il reste en Allemagne et est promu lieutenant-colonel le 11 février 1958 et affecté au 12e régiment d'infanterie de l'USAREUR. Le 16 décembre 1958, avec son régiment, Speirs regagne les États-Unis et est basé à Fort Riley au Kansas.

### Guerre civile laotienne

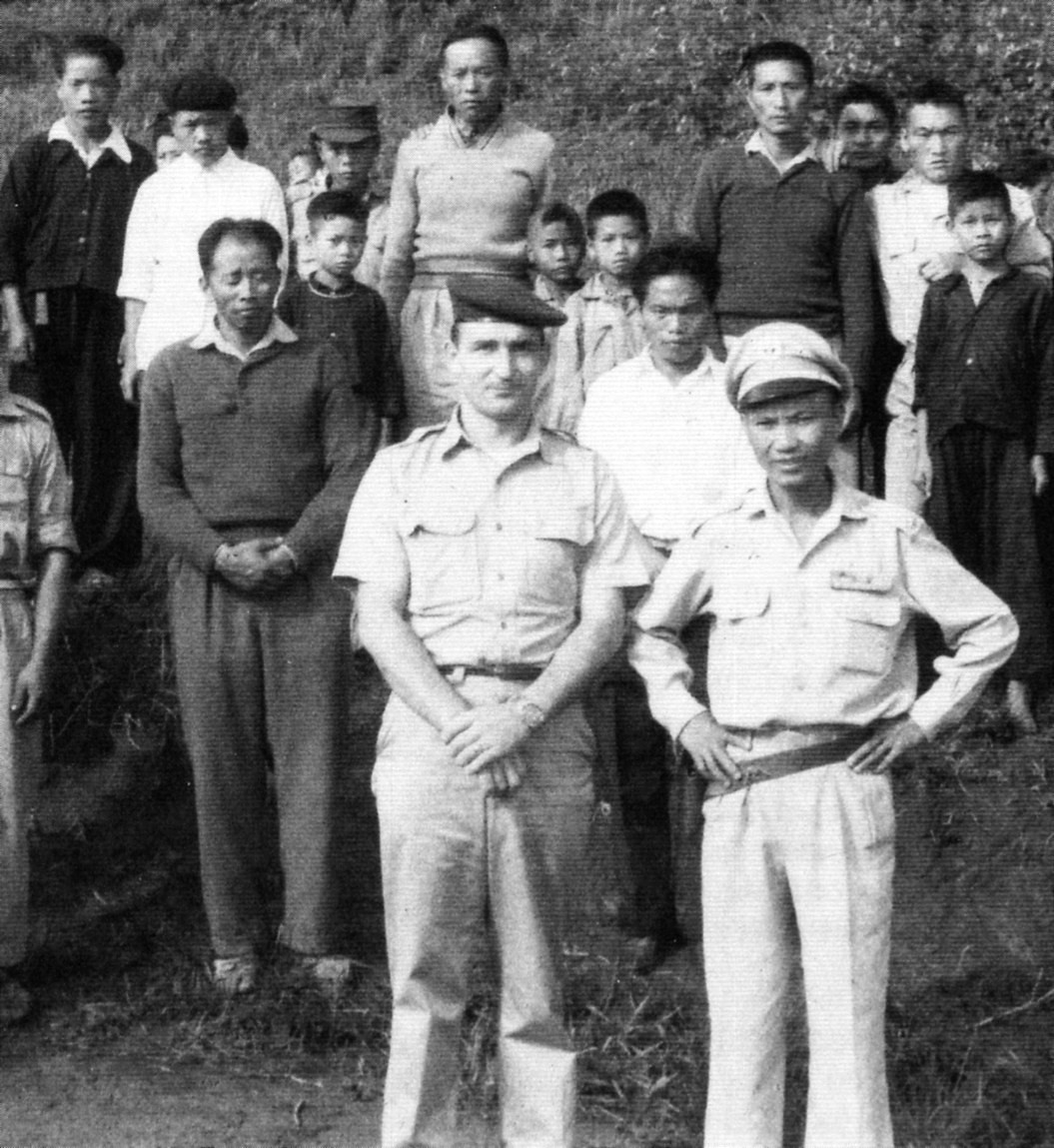
Militaire américain du programme MAAG auprès des militaires laotiens.

Le 28 août 1961, Ronald Speirs est envoyé au Laos dans le contexte de la guerre civile. En septembre et octobre, au sein d'un état-major, il est chargé du renseignement, de la planification des exercices et de la formation. Le 12 octobre, il est nommé conseiller militaire de la région III à Savannakhet. Chargé de mettre en œuvre le programme MAAG dans le secteur, les relations chaleureuses qu'il crée et entretient avec les autorités locales sont reconnues et lui valent d'être désigné pour diriger l'ensemble du programme MAAG pour l'armée royale du Laos. Il met alors en place deux écoles d'officiers destinées à former les futurs cadres militaires du Laos. Le 17 août 1962, il rentre en Amérique.

### Retraite
Après son retour d'Asie, Ronald Speirs exerce diverses fonctions d'état-major au Pentagone puis prend sa retraite le 31 mars 1964. il meurt le 11 avril 2007 à Glasgow dans le Montana

## Controverses

### Les prisonniers allemands
Ronald Speirs aurait abattu des prisonniers de guerre allemands le 6 juin 1944. Un entretien de 2012 avec le soldat Art DiMarzio décrit comment Speirs aurait rencontré trois Allemands et donné l'ordre à ses soldats de les tuer, avant d'en trouver quatre autres plus tard et cette fois de les abattre lui-même. Cependant, d'autres témoignages rapportent que Speirs aurait seulement été témoin de la scène. Ronald Speirs n'a jamais confirmé ni infirmé les rumeurs courant sur lui et cet épisode, semblant même parfois jouer sur l’ambiguïté et sur sa réputation de meurtrier pour asseoir son autorité.
De nombreux parachutistes auraient tiré sur des prisonniers de guerre allemands dans la nuit du 5 au 6 juin. Bien que cela soit en contradiction avec la convention de Genève, plusieurs commandants ont incité leurs hommes à ne pas faire de prisonniers (sous-entendu de tuer tout Allemand) afin de ne pas gêner la progression de la mission. Ainsi Donald Malarkey, de la Easy Company, rapporte que le général Taylor, commandant de la 101e division, avait lui-même ordonné aux soldats ne pas « capturer d'hommes qui handicaperait la capacité de la division à accomplir la mission ». De même, lors du briefing précédant les parachutages, le colonel Johnson (en) commandant le 501st PIR brandit une machette au-dessus de sa tête en déclarant vouloir l'enfoncer dans tous les Allemands qu'il rencontrerait, encourageant sûrement ses hommes à faire de même. Du côté allemand, Hitler avait donné l'ordre à ses troupes de fusiller sur place tout soldat venant de forces spéciales ennemies, incluant les parachutistes. Dans la nuit du largage, de nombreux parachutistes faits prisonniers furent abattus. Certains, pris dans des arbres et luttant pour se libérer, furent tués encore accrochés. La découverte des corps de leurs camarades a pu inciter encore plus les soldats américains à ne pas faire de sentiments face aux Allemands.

### Le sous-officier américain
Ronald Speirs fut accusé d'avoir abattu un sous-officier de sa compagnie. Cependant, plusieurs témoignages concordants indiquent qu'il l'a fait en état de légitime défense et dans un souci de protection de l'unité tout entière. Le soldat DiMazio, témoin oculaire de la scène, rapporte que le peloton avait reçu l'ordre de stopper sa progression vers Saint-Côme-du-Mont et de se tenir sur une position abritée le temps que des bombardements soient réalisés sur le secteur. Alors que les hommes étaient couchés sur leur position, un sergent visiblement éméché refuse de rester statique et se lève avec l'intention de se précipiter vers les Allemands. Rappelé plusieurs fois à l'ordre par Speirs qui lui fait remarquer que son attitude risque de mettre en danger le peloton, le sergent se montre menaçant et finit par lever son arme en direction de Speirs qui l'abat alors, la scène se jouant sous les yeux de plusieurs hommes de la section. Speirs signale aussitôt l'incident au capitaine Gross qui commande la Dog Company. Celui-ci se rend sur les lieux et, recueillant le témoignage des hommes présents, conclut à un acte de légitime défense. Gross étant tué au combat le lendemain, l'affaire ne va pas plus loin. 

## Décorations
|                                                     |                         |                                                                             |  |  |  |
|                                                     |                         | Bronze oak leaf cluster · Bronze oak leaf cluster · Bronze oak leaf cluster |  |  |  |
| Bronze oak leaf cluster                             | Bronze oak leaf cluster |                                                                             |  |  |  |
| Arrowhead · Bronze star · Bronze star · Bronze star |                         |                                                                             |  |  |  |
|                                                     |                         |                                                                             |  |  |  |
|                                                     |                         |                                                                             |  |  |  |
|                                                     |                         |                                                                             |  |  |  |
| Bronze oak leaf cluster                             |                         |                                                                             |  |  |  |

| Combat Infantryman Badge                                                                       |                                                                                                |                                                      |                                                                   |                                                                   |                                                                   |
| Silver Star                                                                                    | Silver Star                                                                                    | Legion of Merit                                      | Legion of Merit                                                   | Bronze Star Avec trois feuilles de chêne                          | Bronze Star Avec trois feuilles de chêne                          |
| Purple Heart Avec une feuille de chêne                                                         | Purple Heart Avec une feuille de chêne                                                         | Army Commendation Medal Avec une feuille de chêne    | Army Commendation Medal Avec une feuille de chêne                 | American Campaign Medal                                           | American Campaign Medal                                           |
| European-African-Middle Eastern Campaign Medal Avec une pointe de flèche et trois Service star | European-African-Middle Eastern Campaign Medal Avec une pointe de flèche et trois Service star | World War II Victory Medal                           | World War II Victory Medal                                        | Army of Occupation Medal                                          | Army of Occupation Medal                                          |
| National Defense Service Medal                                                                 | National Defense Service Medal                                                                 | Korean Service Medal                                 | Korean Service Medal                                              | Korean War Service Medal                                          | Korean War Service Medal                                          |
| Croix de guerre 1939-1945 Avec palme                                                           | Croix de guerre 1939-1945 Avec palme                                                           | Croix de Guerre belge 1940-1945 Avec palme           | Croix de Guerre belge 1940-1945 Avec palme                        | Médaille des Nations Unies pour la Corée                          | Médaille des Nations Unies pour la Corée                          |
| Master Parachutist Badge Avec deux étoiles                                                     | Master Parachutist Badge Avec deux étoiles                                                     | Master Parachutist Badge Avec deux étoiles           | Expert Marksmanship Badge (en) Avec agrafes "Fusil" et "Carabine" | Expert Marksmanship Badge (en) Avec agrafes "Fusil" et "Carabine" | Expert Marksmanship Badge (en) Avec agrafes "Fusil" et "Carabine" |
| Presidential Unit Citation Avec une feuille de chêne                                           | Presidential Unit Citation Avec une feuille de chêne                                           | Presidential Unit Citation Avec une feuille de chêne | Republic of Korea Presidential Unit Citation                      | Republic of Korea Presidential Unit Citation                      | Republic of Korea Presidential Unit Citation                      |

## Hommages
- Ronald Speirs est représenté dans la série Band of Brothers où il est interprété par Matthew Settle. La fiction met notamment en scène les différentes versions existant à propos de l'épisode des prisonniers allemands, ainsi que sa prise de commandement de la Easy Company et sa folle cavalcade dans les lignes ennemies à Foy.